# Bašír Džamáíl
Bašír Džamáíl (arabsky بشير الجميّل‎, ‎10. listopadu 1947, Bejrút – 14. září 1982, tamtéž) byl libanonský vojenský vůdce a v roce 1982 krátce i prezident.

## Život
Narodil se v Bejrútu v křesťanské rodině jako jedno ze šesti dětí. Jeho otcem byl Pierre Džamáíl – zakladatel vlivné pravicově nacionalistické politické strany Katáib. Ačkoli oficiálně to měla být strana světská, podporována byla ve většině případů zejména křesťanskými maronity.
Bašír Džamáíl studoval na Lebanese Modern Institute. V roce 1971 vystudoval práva a roku 1973 dokončil studium politických věd. Roku 1970 byl krátce unesen palestinskými ozbrojenými jednotkami, což mělo pravděpodobně vliv na jeho pozdější nepřátelství vůči Palestincům a palestinské otázce v Libanonu jako takové.
Roku 1971 byl ustanoven inspektorem pro polovojenskou větev strany Katá'ib (Kataeb Regular Forces). V témže roce se také rozhodl pro další odbornou kvalifikaci na Mezinárodní americké akademii v texaském Dallasu. Roku 1972 se přidal k advokátní komoře a otevřel si kancelář v západním Bejrútu. Nicméně mimo své oficiální zaměstnání založil BG komando – Libanonskou milici založenou za účelem čelit útoku palestinské OOP, která napadala křesťany v Libanonu.
Roku 1976 se stal prezidentem vojenské rady Katá'ibu a vytvořil sjednocené libanonské vojsko proti Sýrii, která si začala nárokovat libanonské teritorium. O dva roky později úspěšně vedl „stodenní válku“ proti Sýrii. Cílem bylo osvobodit křesťanská území ilegálně okupovaná syrskými vojsky.
Roku 1981 založil Džamáíl politickou stranu Libanonská fronta (Lebanese front), která se stala přední pravicovou koalicí. Byla složená převážně z křesťanů; její složky se utvořily okolo roku 1977 během občanské války. Roku 1980 Džamáíl vedl sjednocená libanonská křesťanská vojska do bitvy u Zahlá.
Izraelské ozbrojené složky napadly Libanon roku 1982. Ačkoli Džamáíl s Izraelem veřejně nespolupracoval (Izrael jej podporoval například u Zahlá), jeho taktická spolupráce z dřívějších dob se v očích mnoha Libanonců, zejména muslimů, obrátila proti němu.
Po oznámení, že bude kandidovat na funkci prezidenta, jej parlament 23. srpna 1982 zvolil druhou nejtěsnější většinou v historii Libanonu (57 z 92 hlasů) hlavou státu, muslimští poslanci však volby z valné části bojkotovali. Krátce nato, 14. září 1982, Džamáíl zahynul spolu s dalšími 25 lidmi při výbuchu v centrále strany Katá'ib v Ašrafíji. Atentát na něj vedl k masakru v palestinských uprchlických táborech Sabra a Šatíla.
Jeho nástupcem se stal jeho starší bratr Amín Džamáíl. Lidmi byl posuzován jako méně charizmatický a rozhodný. Spousta jeho následovníků bylo nespokojených.
Po více než třiceti letech od své tragické smrtii zůstává Bašír Džamáíl spornou osobou v libanonské politice. Spousta křesťanů na něj s nostalgií vzpomíná jako na hrdinu a vidí v něm ztělesnění toho Libanonu, jaký mohl a měl být.

## Rodina
- vdova Solandž Džamáíl se snaží udržet jeho odkaz za pomoci Nadace Bašír Džamáíl (politická a informační organizace)
- dcera Maja se stala v roce 1979 obětí výbuchu bomby, jež byla určena jemu, zemřela tak v pouhých osmnácti měsících
- dcera Júmná
- syn Nádim